# Bradunia macella
Bradunia macella är en fjärilsart som beskrevs av Paul Dognin 1914. Bradunia macella ingår i släktet Bradunia och familjen nattflyn. Inga underarter finns listade i Catalogue of Life.